# 김성준 (1989년)
김성준(한국 한자: 金成晙, 1989년 2월 27일 ~ )은 대한민국의 축구 선수로, 포지션은 미드필더이다.